# Geomorfologická provincie

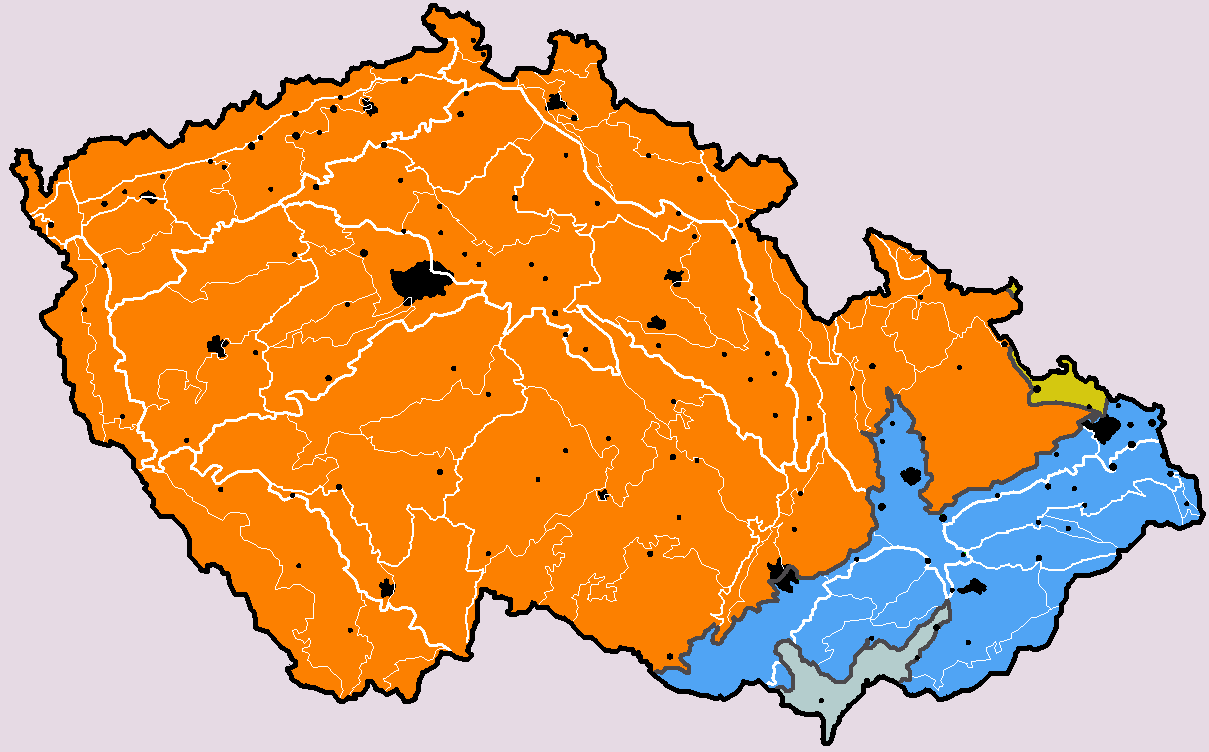
Území Česka se člení na 4 provincie:
I Česká vysočina
II Středoevropská nížina
III Západní Karpaty
IV Západopanonská pánev

Geomorfologická provincie je jednotka třetí úrovně v hierarchickém geomorfologickém členění povrchu Země v podobě, v jaké se toto členění obvykle uplatňuje v Česku. Nadřazenou jednotkou je geomorfologický subsystém, podřazenou geomorfologická subprovincie.
Provincie je vymezena více geologicky než orograficky. Podle Demka (1987) provincie odpovídá „strukturně-tektonické jednotce nižšího řádu“.
Příklady geomorfologické provincie: Česká vysočina, Západní Karpaty, Východní Alpy.

## Geomorfologická provincie v různých jazycích
- česky: geomorfologická provincie
- slovensky: geomorfologická provincia
- polsky: prowincja fizycznogeograficzna